# Михалис Далианис
Михалис Далианис или също хаджи Михалис Далианис (добавя „хаджи“ пред името си след като посещава Йерусалим и е кръстен в река Йордан) (на гръцки: Χατζημιχάλης Νταλιάνης) (1775—1828) е революционен деец от Гръцката война за независимост и предводител на въстание на остров Крит.

## Ранни години
Далианис се ражда в село Делвинаки в Епир през 1775 г. Израства в Триест, където баща му се занимава с търговия. Получава образование в Италия и също става преуспяващ търговец.

## Гръцката война за независимост
През 1816 г. Далианис става член на тайната революционна гръцка организация Филики Етерия. Още от избухването на Гръцката революция през 1821 г. е начело на конница, която при това издържа на собствени разноски. През 1826 г. се присъединява към въстаниците на Георгиос Караискос и на следващата година взема участие в битката при Фалер, в която Караискос е смъртоносно ранен.

## Битките на Крит
Многобройните критски бежанци, потърсили спасение на Пелопонес, търсят начини да изпратят гръцки военни сили на помощ на сънародниците си на острова. По това време положението на Крит е усложнено както от големите опустошения при военните действия в предишните години, така и поради позицията на великите сили - Англия се обявява против присъединяването на Крит към новосъздаващата се гръцка държава докато Франция заема изчаквателна позиция. Затова повечето от гръцките революционери отказват да се притекат на помощ, но Далианис със своите 700 бойци (100 конници и 600 пешаци) се отзовава и на 4 март 1828 г. пристига в Сфакия. Местните жители обаче, воюващи вече седем години, не го посрещат ентусиазирано. Мнозина го съветват да отплава обратно, за да не провокира излишно османците.
Далианис завзема крепостта Франгокастело. Турският паша на Ханя, етнически албанец на име Мустафа Наили паша, заявява, че ще се бие единствено с пришълците на острова, визирайки Далианис и бойците му, и няма да закача местните. По такъв начин Далианис остава без поддръжката на критяните и решава да изпревари събитията като атакува първи силите на пашата. На 8 май той удържа победа над турците при Ретимно, пашата се скрива зад стените на града, а Далианис се връща във Франгокастело.
Мустафа паша написва писмо на Далианис (когото той познава още от Цариград), изисквайки от него да се предаде. Едновременно с това изпраща послание до сфакийците да не се месят в конфликта между него и Далианис, за да не пострадат. След това настъпва с войска от 8000 пешаци и 300 кавалеристи, турци и албанци, на 13 май 1828 г.
Далианис взема рискованото решение да даде бой, излизайки пред стените на крепостта. На 18 май той получава съобщение от сфакийците да се изтегли от крепостта и да заеме позиция в планината и им отговаря:„Благодаря на сфакийците за съжалението им към нас, но бих ги посъветвал да се изтеглят към клисурите, където да причакват конете на пашата, които скоро ще се разбягат.“ На повторното съобщение от сфакийците той отново отговаря следното: „Изкачете се на най-високия връх и ни гледайте как се бием“.
На 18 май Мустафа паша атакува с всичките си сили бастиона, който е издигнат по нареждане на Далианис извън крепостта, и го превзема. От 123-ма защитници остават живи само петима. Виждайки това, бранителите на другите бастиони започват да ги изоставят, отправяйки се към крепостта. Далианис атакува турците с кавалерията си, за да даде възможност на отстъпващите защитници да се приберат в крепостта. При самата крепостна порта се води ръкопашен бой и тъй като вратата не може да се затвори, защитниците започват да избиват мулетата, за да предпазят с тях отвора. Виждайки че не може да влезе в крепостта, Далианис се опитва с галоп да премине османския строй, но бива обкръжен. Въпреки това не се предава и загива в боя. Турците отнасят отрязаната му глава на пашата, но не получават награда понеже Мустафа паша искал Далианис жив. В битката загиват общо 338 гърци, в това число всички конници на Далианис, а пашата загубва 800 души.
Оцелелите защитници на Франгокастело, повечето от тях от Епир, отбраняват крепостта още седмица. Някои от тях говорели албански и през стените водели преговори с албанците на Мустафа паша. На 25 май той им позволява да се изтеглят от крепостта с оръжие в ръка. Мустафа паша изпраща на дъщерята на Далианис намерените от него книжа на баща ѝ, както и счупения му в боя меч, който днес се съхранява в Националния исторически музей на Гърция.
Гибелта на Далианис и бойците му са сюжет на много фолклорни песни на Крит. Интересно оптическо явление се наблюдава в близост до Франгокастело всяка година през месец май, което съвпада приблизително с датата на боя под стените на крепостта, и което се нарича друсолитес (на гръцки език Δροσουλίτες от думата роса Δροσιά). По всяка вероятност феноменът се дължи на пречупването на слънчевата светлина през капчиците роса, която при изпаряването си образува мъгла с различими в нея образи. Тези образи са черни сенки, прилични на войници, които критяните свързват с душите на загиналите бойци на Далианис.